# Žitište
Žitište (izvirno srbsko Житиште; madžarsko Bégaszentgyörgy, romunsko Jitiște oz. Sângeorgiu de Bega, nemško Sankt Georgen an der Bega) je mesto v Srbiji, ki je središče istoimenske občine; slednja pa je del Srednjebanatskega upravnega okraja.

## Demografija
V naselju, katerega izvirno (srbsko-cirilično) ime je Житиште, živi 2585 polnoletnih prebivalcev, pri čemer je njihova povprečna starost 38,9 let (37,4 pri moških in 40,4 pri ženskah). Naselje ima 1084 gospodinjstev, pri čemer je povprečno število članov na gospodinjstvo 2,99.
To naselje je, glede na rezultate popisa iz leta 2002, v glavnem srbsko, a v času zadnjih 3 popisov je opazen porast števila prebivalcev.
|  |

| Demografija | Demografija     | Demografija     |
| Leto        | Št. prebivalcev | Št. prebivalcev |
| ----------- | --------------- | --------------- |
|             |                 |                 |
|             |                 |                 |
|             |                 |                 |
|             |                 |                 |
| 1948        | 3163            |                 |
| 1953        | 3326            |                 |
| 1961        | 3078            |                 |
| 1971        | 2921            |                 |
| 1981        | 3060            |                 |
| 1991        | 3074            | 3033            |
| 2002        | 3325            | 3242            |
|             |                 |                 |

| Etnična sestava po popisu iz leta 2002 | Etnična sestava po popisu iz leta 2002 | Etnična sestava po popisu iz leta 2002 | Etnična sestava po popisu iz leta 2002 | Etnična sestava po popisu iz leta 2002 |
| -------------------------------------- | -------------------------------------- | -------------------------------------- | -------------------------------------- | -------------------------------------- |
| Srbi                                   | Srbi                                   |                                        | 2.861                                  | 88,24%                                 |
| Romi                                   | Romi                                   |                                        | 156                                    | 4,81%                                  |
| Madžari                                | Madžari                                |                                        | 70                                     | 2,15%                                  |
| Jugoslovani                            | Jugoslovani                            |                                        | 32                                     | 0,98%                                  |
| Romuni                                 | Romuni                                 |                                        | 29                                     | 0,89%                                  |
| Črnogorci                              | Črnogorci                              |                                        | 8                                      | 0,24%                                  |
| Hrvati                                 | Hrvati                                 |                                        | 3                                      | 0,09%                                  |
| Slovaki                                | Slovaki                                |                                        | 2                                      | 0,06%                                  |
| Muslimani                              | Muslimani                              |                                        | 2                                      | 0,06%                                  |
| Makedonci                              | Makedonci                              |                                        | 2                                      | 0,06%                                  |
| Bolgari                                | Bolgari                                |                                        | 2                                      | 0,06%                                  |
| Nemci                                  | Nemci                                  |                                        | 1                                      | 0,03%                                  |
| Neznano                                | Neznano                                |                                        | 15                                     | 0,46%                                  |